# Втрати 16-ї окремої бригади спеціального призначення (РФ)
У статті наведено подробиці втрат 16-ї бригади спеціального призначення Збройних сил РФ у різних військових конфліктах.

## Поіменний список

### Перша чеченська війна
| п/п | Прізвище, ім'я, по батькові                                            | Звання    | Дата народження | Дата смерті | Місце смерті   |
| --- | ---------------------------------------------------------------------- | --------- | --------------- | ----------- | -------------- |
| 1.  | Зернов Олексій Володимирович (рос. Зернов Алексей Владимирович)        | рядовий   | 21.05.1975      | 23.01.1995  | Чечня          |
| 2.  | Литвинов В'ячеслав Володимирович (рос. Литвинов Вячеслав Владимирович) | лейтенант | 09.05.1972      | 23.01.1995  | Чечня          |
| 3.  | Бобко Валерій Іванович (рос. Бобко Валерий Иванович)                   | майор     | 23.05.1964      | 24.01.1995  | Грозний, Чечня |
| 4.  | Перемітін Андрій Іванович (рос. Перемитин Андрей Иванович)             | майор     | 16.09.1962      | 24.01.1995  | Грозний        |
| 5.  | Петряков Ігор Володимирович (рос. Петряков Игорь Владимирович)         | майор     | 02.08.1955      | 24.01.1995  | Грозний        |
| 6.  | Санін Віталій Миколайович (рос. Санин Виталий Николаевич)              | майор     | 03.06.1963      | 24.01.1995  | Грозний        |
| 7.  | Фролов Володимир Олександрович (рос. Фролов Владимир Александрович)    | майор     | 22.04.1962      | 24.01.1995  | Грозний        |
| 8.  | Козлов Валерій Іванович (рос. Козлов Валерий Иванович)                 | капітан   | 1966            | 24.01.1995  | Грозний        |
| 9.  | Кузьмін Віктор Валерійович (рос. Кузьмин Виктор Валерьевич)            | капітан   | 09.01.1967      | 24.01.1995  | Грозний        |

### Друга чеченська війна
| п/п | Прізвище, ім'я, по батькові                                    | Звання            | Дата народження | Дата смерті | Місце смерті             |
| --- | -------------------------------------------------------------- | ----------------- | --------------- | ----------- | ------------------------ |
| 1.  | Тучин Олексій Іванович (рос. Тучин Алексей Иванович)           | майор             | 09.08.1967      | 29.12.1999  | Аргунська ущелина, Чечня |
| 2.  | Родін Олексій Васильович (рос. Родин Алексей Васильевич)       | старший лейтенант | 06.05.1976      | 27.02.2000  | Чечня                    |
| 3.  | Кірсанов Дмитро Миколайович (рос. Кирсанов Дмитрий Николаевич) | прапорщик         | 05.12.1976      | 19.08.2002  | Ханкала                  |

### Війна на сході України
| п/п | Прізвище, ім'я, по батькові                                      | Звання  | Дата народження | Дата смерті | Місце смерті |
| --- | ---------------------------------------------------------------- | ------- | --------------- | ----------- | ------------ |
| 1.  | Медведєв Іван Андрійович (рос. Медведев Иван Андреевич)          | рядовий | 19.10.1990      | 07.08.2014  |              |
| 2.  | Савєльєв Антон Олександрович (рос. Савельев Антон Александрович) |         | 12.05.1994      | 05.05.2015  |              |
| 3.  | Мамаюсупов Тимур Бахтіяр (рос. Мамаюсупов Тимур Бахтияр)         |         | 21.11.1993      | 05.05.2015  |              |
| 4.  | Кардаполов Іван Васильович (рос. Кардаполов Иван Васильевич)     |         | 12.07.1992      | 05.05.2015  | Донбас       |

### Повномасштабне російське вторгнення в Україну
| п/п | Прізвище, ім'я, по батькові                                             | Звання                                               | Дата народження | Дата смерті | Місце смерті       |
| --- | ----------------------------------------------------------------------- | ---------------------------------------------------- | --------------- | ----------- | ------------------ |
| 1.  | Мармус Дмитро Володимирович (рос. Мармус Дмитрий Владимирович)          | старший прапорщик                                    | 1986            | 27.02.2022  | Гостомель          |
| 2.  | Дубовицький Олександр Іванович (рос. Дубовицкий Александр Иванович)     | молодший сержант                                     | 09.07.1989      | 31.03.2022  |                    |
| 3.  | Єремеєв Микита Олексійович (рос. Еремеев Никита Алексеевич)             | єфрейтор                                             | 17.02.1998      | 31.03.2022  | Харківська область |
| 4.  | Романов Іван Сергійович (рос. Романов Иван Сергеевич)                   | капітан                                              |                 | 24.04.2022  |                    |
| 5.  | Самосудов Ілля Генадійович (рос. Самосудов Илья Геннадьевич)            | лейтенант, командир розвідгрупи                      | 19.03.1997      | 20.05.2022  |                    |
| 6.  | Мелехін Юрій Миколайович (рос. Мелехин Юрий Николаевич)                 | майор, командир загону                               |                 | 23.05.2022  |                    |
| 7.  | Заволянський Валерій Іванович (рос. Заволянский Валерий Иванович)       | старший лейтенант, командир групи                    | 12.07.1993      | 28.05.2022  |                    |
| 8.  | Семенов Дмитро Володимирович (рос. Семёнов Дмитрий)                     | майор, начальник штабу та заступник командира загону |                 | 28.05.2022  | Харківська область |
| 9.  | Гончарук Кирило Олександрович (рос. Гончарук Кирилл Александрович)      | єфрейтор                                             | 02.06.1993      | 28.05.2022  |                    |
| 10. | Гераськов Ілля Володимирович (рос. Гераськов Илья Владимирович)         |                                                      | 1999            | 05.07.2022  |                    |
| 11. | Васін Анатолій Сергійович (рос. Васин Анатолий Сергеевич)               | підполковник, заступник командира бригади            |                 | 05.07.2022  | Харківська область |
| 12. | Смиков Сергій Миколайович (рос. Смыков Сергей Николаевич)               | єфрейтор                                             | 24.12.1988      | 05.07.2022  |                    |
| 13. | Хахулін Олександр Сергійович (рос. Хахулин Александр Сергеевич)         | рядовий                                              | 04.02.2000      | 20.09.2022  | Яцьківка           |
| 14. | Науменко Сергій Євгенович (рос. Науменко Сергей Евгеньевич)             | сержант                                              |                 | 25.09.2022  |                    |
| 15. | Кисельов Дмитро Олександрович (рос. Киселёв Дмитрий Александрович)      | єфрейтор                                             | 17.03.1992      | 28.09.2022  |                    |
| 16. | Жуков Сергій Миколайович (рос. Жуков Сергей Николаевич)                 | єфрейтор                                             | 28.07.1984      | 16.01.2023  |                    |
| 17. | Левін Артем Максимович (рос. Левин Артём Максимович)                    | єфрейтор                                             | 24.09.2002      | 16.01.2023  |                    |
| 18. | Лапшин Артур Володимирович (рос. Лапшин Артур Владимирович)             | прапорщик                                            | 11.02.1989      | 16.01.2023  |                    |
| 19. | Шилін Максим Романович (рос. Шилин Максим Романович)                    | рядовий                                              | 14.04.2000      | 25.01.2023  |                    |
| 20. | Єлісєєв Роман Петрович (рос. Елисеев Роман Петрович)                    | єфрейтор                                             | 16.11.1994      | 16.10.2023  |                    |
| 21. | Безсмертний Олександр Сергійович (рос. Бессмертный Александр Сергеевич) | прапорщик, заступник командира групи                 | 01.04.1999      | 21.02.2024  |                    |

### Війна в Сирії
| п/п | Прізвище, ім'я, по батькові                                              | Звання   | Дата народження | Дата смерті | Місце смерті |
| --- | ------------------------------------------------------------------------ | -------- | --------------- | ----------- | ------------ |
| 1.  | Захарченков Євген Олександрович (рос. Захарченков Евгений Александрович) | єфрейтор | 14.11.1987      | 07.09.2016  |              |